# Deutsches Wörterbuch

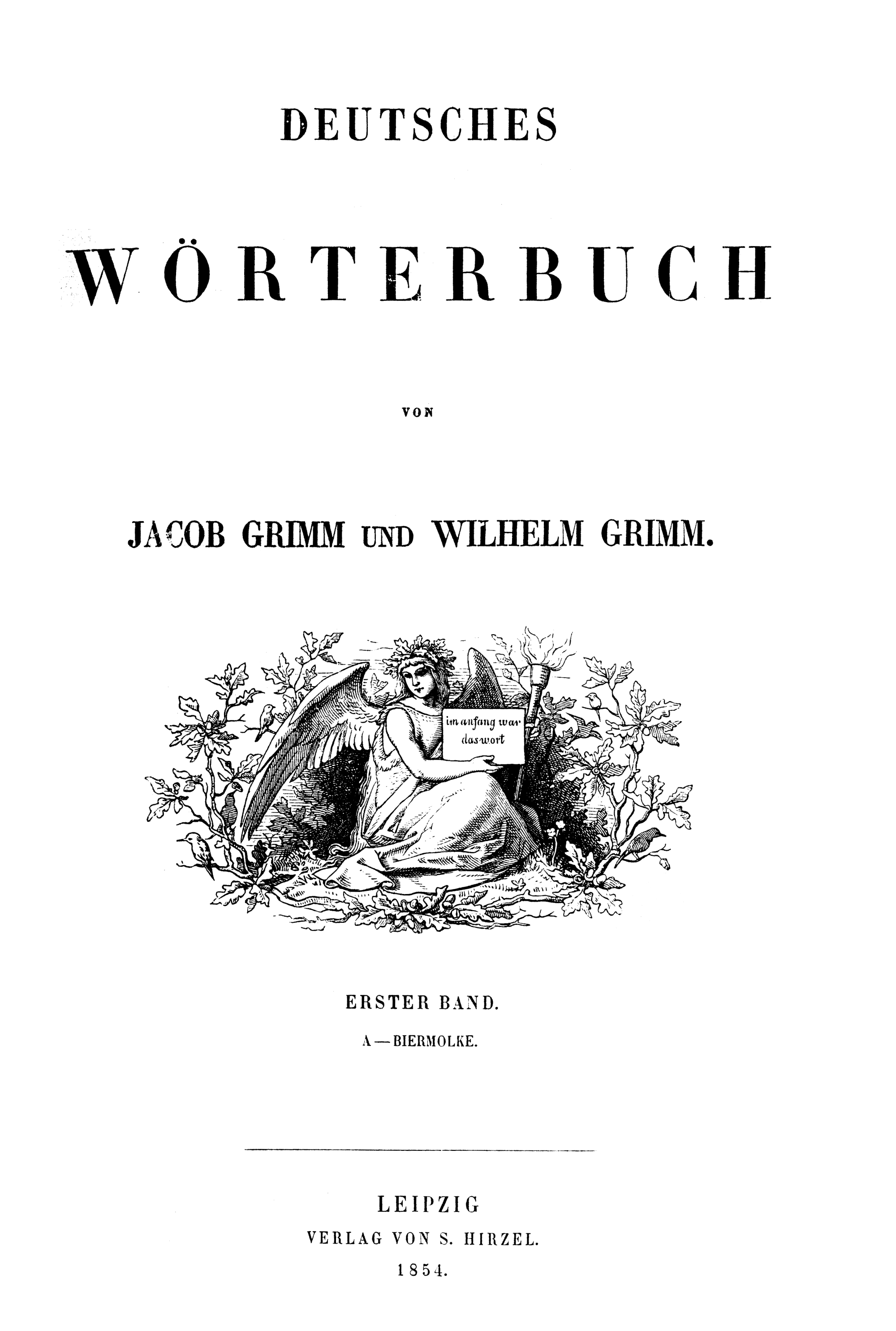
Portada del primer volumen.

Deutsches Wörterbuch (DWB) es el máximo diccionario de la lengua alemana. Jacob Grimm (1785-1863), con ayuda de su hermano Wilhelm (1786-1859), comenzó a trabajar en el 1838. El primer volumen se publicó en 1854, a distancia de un siglo (1961), la obra se finalizó. La edición completa consta de treinta y dos volúmenes con 34.824 páginas, pesa ochenta y cuatro kilogramos e incluye alrededor de 320.000 entradas, la tirada ascendía a unos pocos cientos.
El estímulo para emprender la obra de aquel vocabulario fue exterior. En 1837 uno de los príncipes reaccionarios de la Alemania de aquel tiempo, el rey de Hannóver, Ernesto Augusto, abolió la Constitución. Los hermanos Grimm no quisieron, por dignidad, renegar del juramento prestado a aquella Constitución y perdieron el cargo que tenían de bibliotecarios. Entonces una casa editora, la Weidmann, para ayudarles, les propuso la compilación de un vocabulario de la lengua alemana. Jacob ya no era joven y, como era un gran hombre de ciencia, sabía bien que un diccionario solo en su menor parte es obra de investigación científica original. Con todo, aceptó el encargo, junto con su hermano. Todo el mundo sabe que hay vocabularios descriptivos e históricos y vocabularios normativos. J. Grimm era un historiador que, además, odiaba a los gramáticos normativos. Su diccionario fue por esto decididamente histórico. Lo esencial en un diccionario histórico son las citas. Y el diccionario de los Grimm está compuesto de citas sacadas de gran número de escritores que van de la mitad del siglo XV al XIX, hasta Heine y Gotthelf. Las citas van acompañadas de la indicación del autor y del lugar de la obra. Es así posible comprobarlas y sobre todo tener una base para su cronología. Correlativamente, las definiciones quedan abolidas: en lugar de ellas se da su correspondencia latina: por ejemplo, Aar, "aquila"; All, "integer"... J. Grimm debe su título de gloria a sus estudios acerca de las antigüedades y a la prehistoria de las lenguas germánicas. De aquí la parte concedida en el diccionario a la etimología, para seguir la historia de la Palabra desde su fase moderna a las más antiguas, hasta donde, con ayuda de la comparación indoeuropea, es posible llegar. Por eso refleja la nueva lingüística comparada, de la que J. Grimm había sido precisamente uno de los fundadores. En cuanto histórico, el diccionario de Grimm se propone documentar y describir la lengua alemana más o menos normal de la mitad del siglo XV en adelante. Este fin, sin embargo, no fue proseguido por J. Grimin con coherencia. Él tenía un sentimiento religioso del pasado. La estrechez de los puristas le daba grima. Pero, hijo de su tiempo, era un franco romántico alemán; detestaba la época barroca e ilustracionista y arriaba lo arcaico y lo popular. Sobre su finalidad histórica y documental vino a insertarse por ello, turbándola, un propósito de restauración. "Sería — escribió — el colmo de lo absurdo apartar la mirada de la Antigüedad y restringir el léxico alemán al corto alcance del presente". "Águila" se dice en alemán Adler. Así se decía también en tiempo de Grimm, y así lo había escrito también Goethe. Pero esta forma, como moderna, no placía a J. Grimm, quien por esto nos remite al arcaico Aar como "al puro nombre del águila". J. Grimm era uno de aquellos viejos doctos alemanes acostumbrados a vivir fuera del mundo; por esto pudo cultivar la ilusión de que una obra como la suya, tan rigurosamente científica y llena además de tecnicismos, pudiera ser leída por la noche en alta voz, en familia, y que prestasen oído a, la lectura inclusive las hacendosas amas de casa. Esto explica la enojosa tendencia pedagógica de la obra. Se manifiesta claramente también en el propósito de expulsar las palabras forasteras, de resistir "a la penetración ilimitada e ilegítima del elemento forastero". "El vocabulario no debe favorecer esa afición a los barbarismos y a esa mezcolanza lingüística; es más, debe oponerse a ella". Se trataba, a su manera, de un purismo entremezclado de patriotismo, inconciliable con un propósito netamente histórico, el cual puede juzgar los hechos, pero no dejarlos aparte. El léxico alemán está todo entretejido de palabras muy comunes, que tienen un origen no germánico. Un vocabulario no puede dejar de registrarlas. Pero hay muchas palabras forasteras, sobre todo dentro del círculo de la cultura, que no son de uso general y popular. J. Grimm las excluyó, así como excluyó los términos de disciplinas especiales, las voces científicas y técnicas. Esto constituyó un defecto evidente, que limita el valor documental de este vocabulario y lo sitúa en una condición de inferioridad con respecto a la mejor lexicografía moderna, que está representada de modo eminente por el Gran Diccionario inglés de Oxford. J. Grimm era un científico animado de unos cuantos y grandes intereses dominantes. Precisamente por esto le faltaba la universal curiosidad y la impasibilidad, clasificadora del verdadero lexicógrafo. No tenía el temple de un Littré, ni dispuso por otra parte de una organización comparable con la de Murray y de sus colaboradores de Oxford. El vocabulario de los Grimm sigue siendo sin embargo, en el orden del tiempo, el primero de los grandes diccionarios de las lenguas modernas cuyo fundamento es la nueva lingüística histórica que se originó con el Romanticismo. J. Grimm llegó hasta la voz Frucht, esto es, al primer tomo del IV volumen. Wilheim Grimm había redactado las voces de la letra D. Después de la muerte de J. Grimm, la redacción del diccionario fue proseguida por un grupo de filólogos: K. Weigand, R. Hildebrand, H. Wunderlich, M. Lexer y, sobre todo, M. Heyne. Después la Academia Prusiana de Ciencias organizó su continuación por medio de una oficina de redacción de la que formó parte también notables eruditos como A. Hübner.
A partir de la finalización de la primera elaboración de la obra en 1961 se ha empezado la revisión del DWB que se finalizó en 2016.